# 马伊德
马伊德，是西班牙卡斯蒂利亚-莱昂萨莫拉省的一个市镇。 总面积109平方公里，总人口526人（2001年），人口密度5人/平方公里。